# Albert de Thurah
Albert de Thurah, född den 1 mars 1761 i Köpenhamn, död där den 2 april 1801, var en dansk sjöofficer. Han var sonson till Albert Thura.
de Thurah, som blev officer 1780, hade olika kommenderingar och seglade som kofferdikapten. Åren 1795–1797 hade de Thurah sitt första chefskommando som chef för snauen Ærø, som var stationsskepp i Danska Västindien. År 1801 var han som kapten chef för blockskeppet Indfødsretten under slaget på Reden och föll i slaget. 